# Велецький Василь Йосипович
Василь Йосипович Велецький (? — 1721) — український політичний діяч, дипломат часів Гетьмана Івана Мазепи.

## Біографія
Василь Велецький був сином полковника, який служив у польському війську. Закінчив Києво-Могилянський колегіум. Працював у гетьманській канцелярії, знав кримсько-татарську мову.
Відразу після усунення гетьмана Івана Самойловича Василя Йосиповича бачимо у колі наближених до гетьмана Івана Мазепи. У жовтні 1687 р. за розпорядженням гетьмана відбув до Стародуба ревізувати конфісковане майно полковника Якова Самойловича, як гетьманський канцелярист. У 1688 році Іван Мазепа залишає Василя Велецького при гетьманській канцелярії довіреною особою з особливих справ. У 1692 році супроводжував піддячого Посольського приказу Василя Айтемирова, який їхав у Крим вести переговори про укладення мирного договору.
У Криму Василь Велецький перебував разом з російським дипломатом до 1695 р. Причому ще у 1692 р. зустрічався з Сулимою Петром Івановичем.
Крім дипломатичних завдань, він виконував обов'язки гадяцького полкового судді (1697—1711) та наказного полковника (1705).
1662 перейшов на Лівобережжя до гетьмана І. Самойловича.
Свою кар'єру зробив за гетьмана І. Мазепи. За універсалом останнього від 10 грудня 1688 став бунчуковим товаришем.
1689-1690 — військовий канцелярист в Гадяцькому полку.
1692 і 1699 І. Мазепа посилає Велецького до Кримського хана Селіма І у зв'язку з повстанням П. Іваненка.
1697-1709 — суддя Гадяцького полку за полковників Михайла Бороховича (1687-1704), Степана Трощинського (1705—1708) та Івана Черниша (1709—1715). 1705 за універсалом І. Мазепи як наказовий полковник гадяцький командує полком у поході гетьмана на Правобережну Україну.
За гетьмана І. Скоропадського дістав підтвердження як бунчуковий товариш (універсал від 21 листопада 1711). У вересні 1711 їздив як посол І. Скоропадського до російського князя Михайла Ромодановського й брав участь у поході проти гетьмана П. Орлика.
1711—1713 Велецький — гадяцький полковий суддя.